# Verónica Baraona
María Verónica Baraona del Pedregal (1948) es una abogada y política democratacristiana chilena. Se desempeñó como subsecretaria de Estado —en Justicia y Minería— durante el primer gobierno de la presidenta Michelle Bachelet (2006-2010), y ejerció como superintendenta de Electricidad y Combustibles, entre marzo y octubre de 2000, bajo la presidencia de Ricardo Lagos.

## Biografía
Es la primogénita de Javier Hernán Baraona Vergara y Gabriela del Pedregal Ramírez de Arellano, y tiene nueve hermanos. Estudió derecho en la Universidad Católica. Posteriormente realizó estudios de postítulo en derecho de minas y derecho de aguas en la Universidad de Atacama y un diplomado en gestión por competencias en la Universidad de Las Américas.
Casada con el parlamentario DC Renán Fuentealba, con quien tuvo cuatro hijos. Vivió por catorce años fuera de su país (1975-1988) tras el Golpe de Estado de 1973, por la labor de su cónyuge en Naciones Unidas: tres años estuvo en Costa Rica, cinco en Uruguay, cuatro en Paraguay y dos y medio en Estados Unidos.

## Carrera pública
Entre 1969 y 1975 se desempeñó como procuradora y abogada de la fiscalía de la estatal Empresa Nacional de Minería (Enami).
En 1990, con la llegada de Patricio Aylwin al Gobierno se reincorporó a la Enami, esta vez como secretaria general, donde estuvo hasta 2000. Paralelamente, durante la administración de Eduardo Frei Ruiz Tagle (1994-2000), fue llamada para servir como jefa de gabinete de la primera dama, Marta Larraechea.
En 2000 Ricardo Lagos la nombró superintendenta de Electricidad y Combustibles, responsabilidad que abandonó apenas siete meses después de la polémica derivada de su negativa a devolver una indemnización que había recibido por trabajar durante una década en Enami.
En 2006 la presidenta Michelle Bachelet la nombró subsecretaria de Justicia de su primer gobierno. A comienzos de 2008 reemplazó a Marisol Aravena en la subsecretaría de Minería. Dejó el cargo en 2010.
Desde 2011 se desempeña como superintendente de Asuntos Regulatorios de la multinacional Glencore en Chile. Paralelamente, entre 2014 y 2018 ocupó un asiento en el directorio de la Enami, designada por la presidenta Bachelet.